# متلازمة بينديكت
متلازمة بينديكت أو متلازمة الدماغ الأوسط هو نوع نادر من السكتة للدورة الدموية في الدماغ، مع مجموعة من الأعراض العصبية التي تؤثر على الدماغ المتوسط والمخيخ وغيرها من الهياكل ذات الصلة.

## الأعراض
يتميز المرض بوجود شلل في عصب العين (العصب المخي الثالث) ورنح بالإضافة إلى وجود حركات لا إرادية. التشريحات العصبية المتأثرة تشمل العصب المخي الثالث والنواة الحمراء. لهذا المرض أسباب وتكوين وأعراض مشابهة لمتلازمة ويبر. الفارق الوحيد هو كون متلازمة ويبر مرتبطة أكثر بالشلل بينما ترتبط متلازمة بينديكت أكثر بعدم التوافق بين الحركات. هناك تشابه أيضا مع متلازمة كلود لكن الفارق هو كون متلازمة بينديكت مرتبطة أكثر برنح واضح.

## الأسباب
سبب متلازمة بينديكت هي آفة ( احتشاء أونزيف أو ورم أو السل) في سقيفة الدماغ المتوسط و المخيخ. على وجه التحديد، مشكلة في  المنطقة الوسطى. يمكن أن ينتج المرض عن انسداد الشريان المخي الخلفي  أو اختراق فروع الشريان القاعدي.

## العلاج
قد يوفر التحفيز العميق للدماغ تخفيف أعراض متلازمة بينديكت لا سيما الهزات المرتبطة بهذا الاضطراب.

## انظر أيضًَا
- متلازمة كلود